# دهستان لایا
دهستان لایا (به لاتین: Laya Gewog) یک دهستان در کشور بوتان است که در ناحیهٔ گاسا واقع شده‌است.